# Лубновка
Лубновка (укр. Лубнівка) — село в Сокальской городской общине Шептицкого района Львовской области Украины.
Население по переписи 2001 года составляло 214 человек. Занимает площадь 0,52 км². Почтовый индекс — 80014. Телефонный код — 3257.